# Kościół św. Jana Chrzciciela w Legnicy
Kościół św. Jana Chrzciciela w Legnicy – barokowy kościół w Legnicy zbudowany w pierwszej połowie XVIII wieku.

## Historia
Początki kościoła sięgają czasów księcia Kazimierza Odnowiciela. W 1284 należał on już do franciszkanów. W 1294 rozpoczęła się budowa świątyni murowanej (ceglanej) z fundacji księcia Henryka V Brzuchatego, a także mieszczan legnickich. Obiekt ten został powiększony około 1341 dzięki wsparciu Wacława I legnickiego. W 1522 świątynię przejęli protestanci. Od 1548 był kościołem grzebalnym (dworskim) i przeniesiono tutaj zwłoki i nagrobki książąt z innych, burzonych w XVI wieku kościołów legnickich. Od 1566 był kościołem kalwińskim, gdyż wyznanie to przyjęli ostatni śląscy Piastowie. W latach 1677–1679 prezbiterium kościoła zostało przebudowane na mauzoleum rodzinne przez księżną Ludwikę, matkę ostatniego Piasta śląskiego, Jerzego Wilhelma. 
W czasie kontrreformacji obiekt przekazano zakonowi jezuitów, którzy w latach 1700-1706 wznieśli od zachodu swoje kolegium. W 1714 zburzono stary kościół, ponieważ był w złym stanie technicznym. Zachowano tylko prezbiterium z mauzoleum Piastów. Obecna świątynia została zbudowana w latach 1714-1727 w miejscu starego kościoła.
Obiekt stanowił w XVIII wieku część kompleksu zabudowań kolegium jezuickiego. Uległ poważnym zniszczeniom podczas katastrofy budowlanej w 1744, kiedy to na skutek błędów w sztuce budowlanej runęła konstrukcja dachowa i sklepienie nawy. Odbudowany na początku XIX wieku służył jako świątynia parafii rzymskokatolickiej w Legnicy. W 1947 przekazany został, wraz z przyległymi budynkami klasztornymi, zakonowi franciszkanów, który usunął uszkodzenia wojenne. W 1966 uległ uszkodzeniu na skutek pożaru, m.in. spłonął hełm wieży zachodniej (odbudowano go w 1978). W latach 60. i 70. XX wieku był gruntownie wyremontowany. W 1969 od strony zachodniej dobudowano większą zakrystię, a w 1979 odnowiono wnętrze. W latach 1981–1982 odnowiono elewację i pokryto dach blachą miedzianą.

## Architektura i wyposażenie
Kościół barokowy założony na planie prostokąta. Z monumentalną dwuwieżową fasadą od strony południowej i z półkolistą absydą od północy. Długość wnętrza świątyni wynosi 60 metrów, szerokość ok. 30 metrów, a wysokość nawy ok. 25 metrów.
Wnętrze kościoła ma układ halowy z rzędami kaplic otwartych do środka. Ołtarz główny w kościele pochodzi z lat 1880–1881 i został wykonany w stylu neorenesansowym. Uzupełniony jest posągami i rzeźbami z XVIII wieku. Ołtarze boczne świątyni umieszczone w kaplicach pochodzą z dawnych kościołów klasztornych bernardynów i benedyktynek w Legnicy. Ambona jest barokowa z XVIII wieku; organy z 1858 r.; chrzcielnica z 1912 r.
Do wschodniej ściany kościoła przylega dawne prezbiterium gotyckiego kościoła kalwińskiego, które od XVI wieku pełniło funkcje nekropolii Piastów, a w latach 1677–1679 zostało przebudowane z fundacji Ludwiki Anhalckiej na mauzoleum ostatnich książąt legnicko-brzeskich.

## Galeria

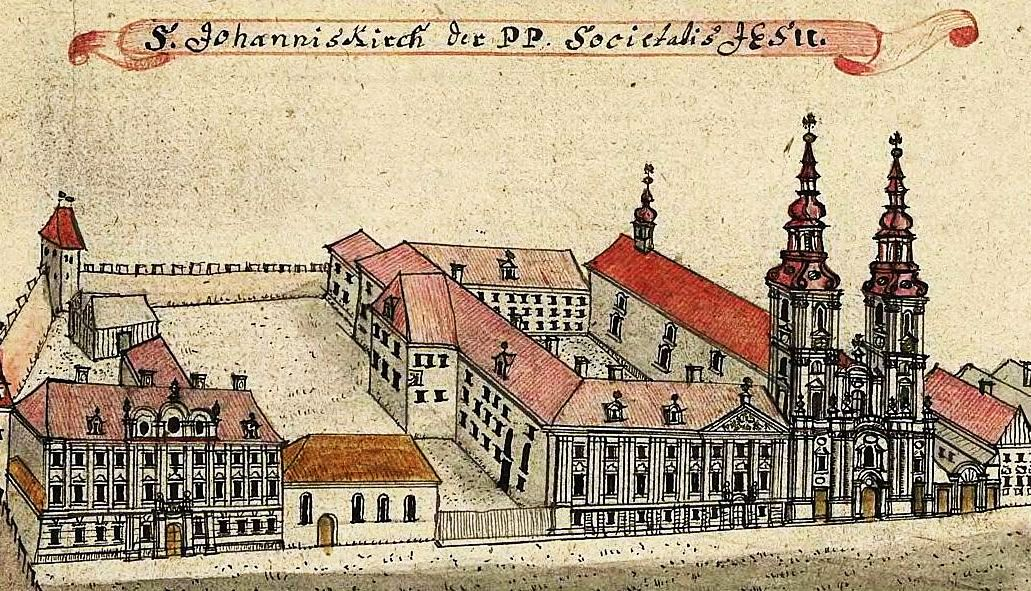
Kościół św. Jana Chrzciciela oraz kolegium jezuickie na rysunku Friedricha Bernharda Wernera, ok. 1750-1775
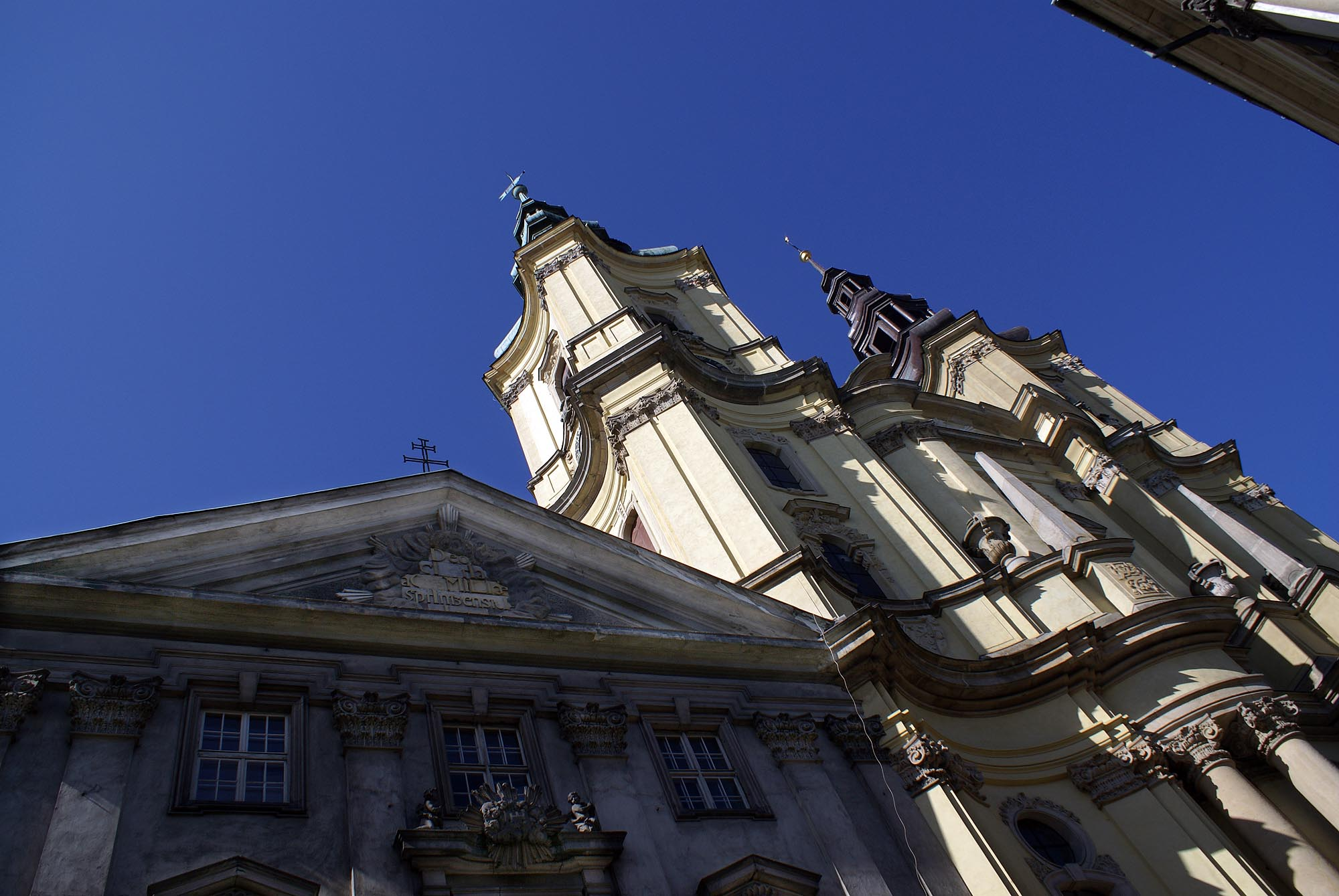
Barokowa fasada świątyni - widok współczesny
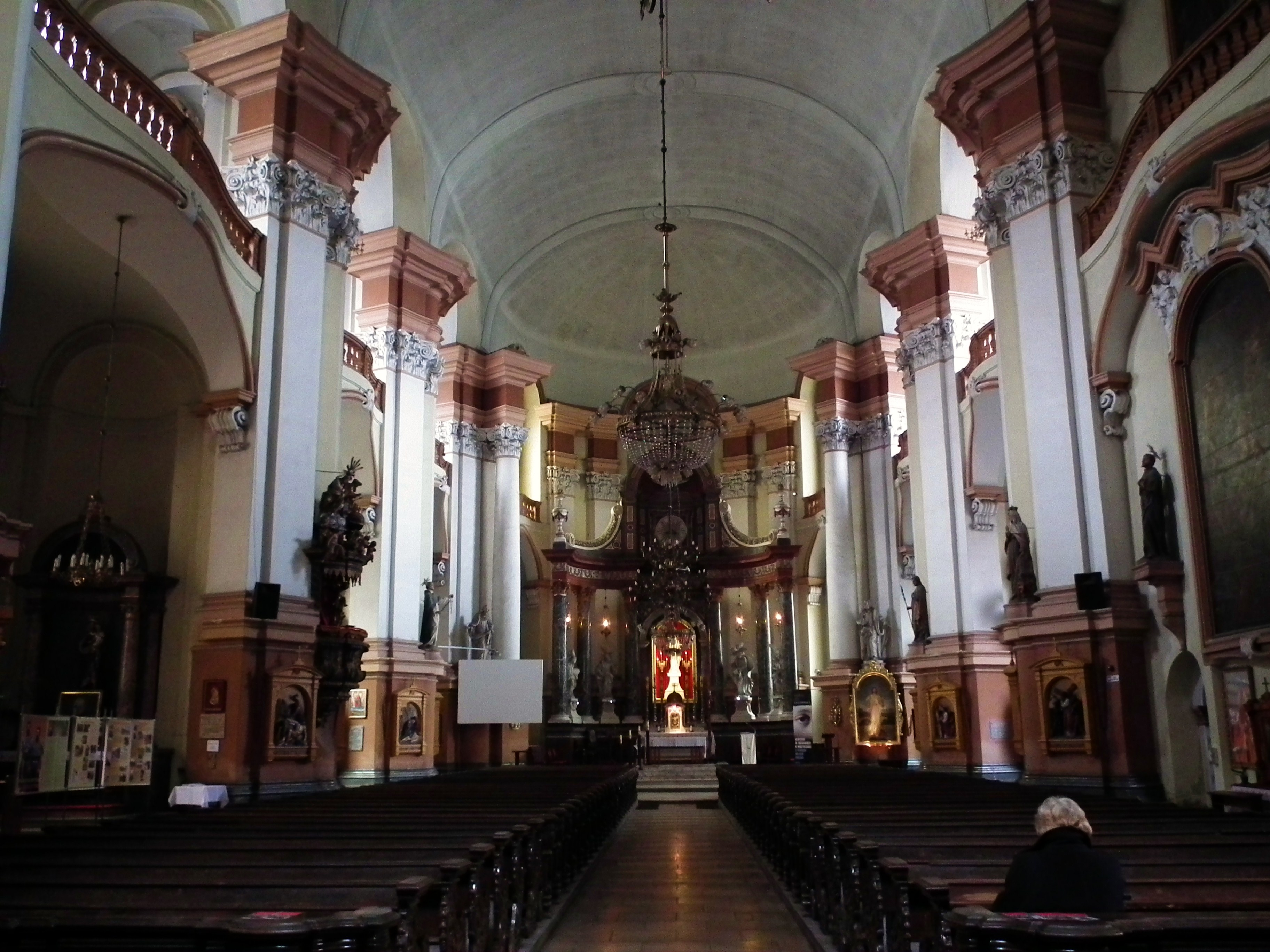
Wnętrze świątyni